# Geschiedenis van de spelcomputer (eerste generatie)
Dit artikel behandelt de geschiedenis van de eerste generatie spelcomputers.
Televisietechnicus Ralph Baer vatte het idee van interactieve televisie op in 1951 toen hij werkzaam was voor Loral Electronics in New York, Verenigde Staten. Er werd uiteindelijk geen computerspel(systeem) geproduceerd omdat zijn werkgever het ontwerp verwierp, maar hij hervatte dit pionierswerk in 1966 toen voor hij Sanders Associates werkte. Baer creëerde een eenvoudig computerspelletje met de titel Chase dat op een standaard televisietoestel kon worden getoond. Hij zette de ontwikkeling voort en in 1968 had hij een prototype ontwikkeld dat meerdere verschillende spellen kon spelen, waaronder tafeltennisspellen en doelschietspellen.
Onder Baer ontwikkelde Bill Harrison het lichtpistool en met Bill Rusch ontwikkelde hij in 1967 (video)computerspellen.

## De eerste spelcomputerspellen voor thuisgebruik (1972-1977)
In 1972 zag de eerste versie van de eerste spelcomputer voor thuisgebruik het levenslicht, de Magnavox Odyssey. Deze was hoofdzakelijk gebouwd met analoge elektronica en was gebaseerd op Baers pionierswerk, onder een licentie die van Sanders Associates was verworven. De spelcomputer werd met een standaard televisietoestel verbonden. Het was geen groot succes, hoewel andere bedrijven met gelijksoortige producten (waaronder Atari) voor een bepaalde periode een licentievergoeding moesten betalen. Alhoewel velen binnen het bedrijf neer keken op computerspelontwikkeling was het, zij het voor enige tijd, de meest winstgevende productlijn van Sanders Associates.
Het was geen groot succes totdat Atari, tegen de kerstperiode van 1975, een thuisversie van het computerspel Pong uitbracht (aanvankelijk onder het Sears "Tele-Games"-label). Vanaf dat moment nam de markt voor thuiscomputerspellen een grote vlucht. Het succes van Pong leidde tot honderden gekloonde spellen en spelcomputersystemen, waaronder de Coleco Telstar dat, voornamelijk op eigen kracht, uitgroeide tot een succes met meer dan een dozijn aan modellen.

## Eerste generatie spelcomputers (galerij)

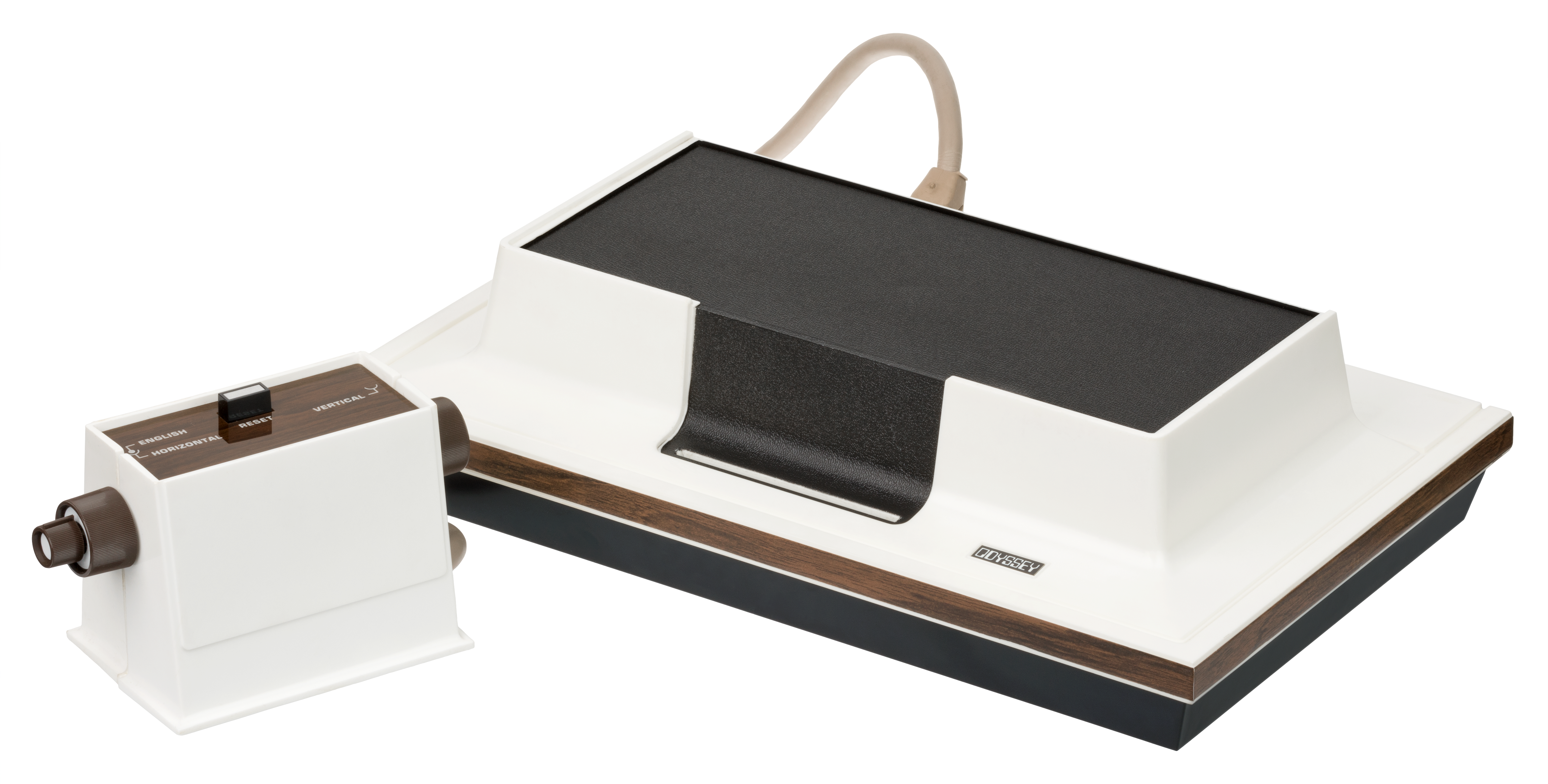
Magnavox Odyssey (1972)
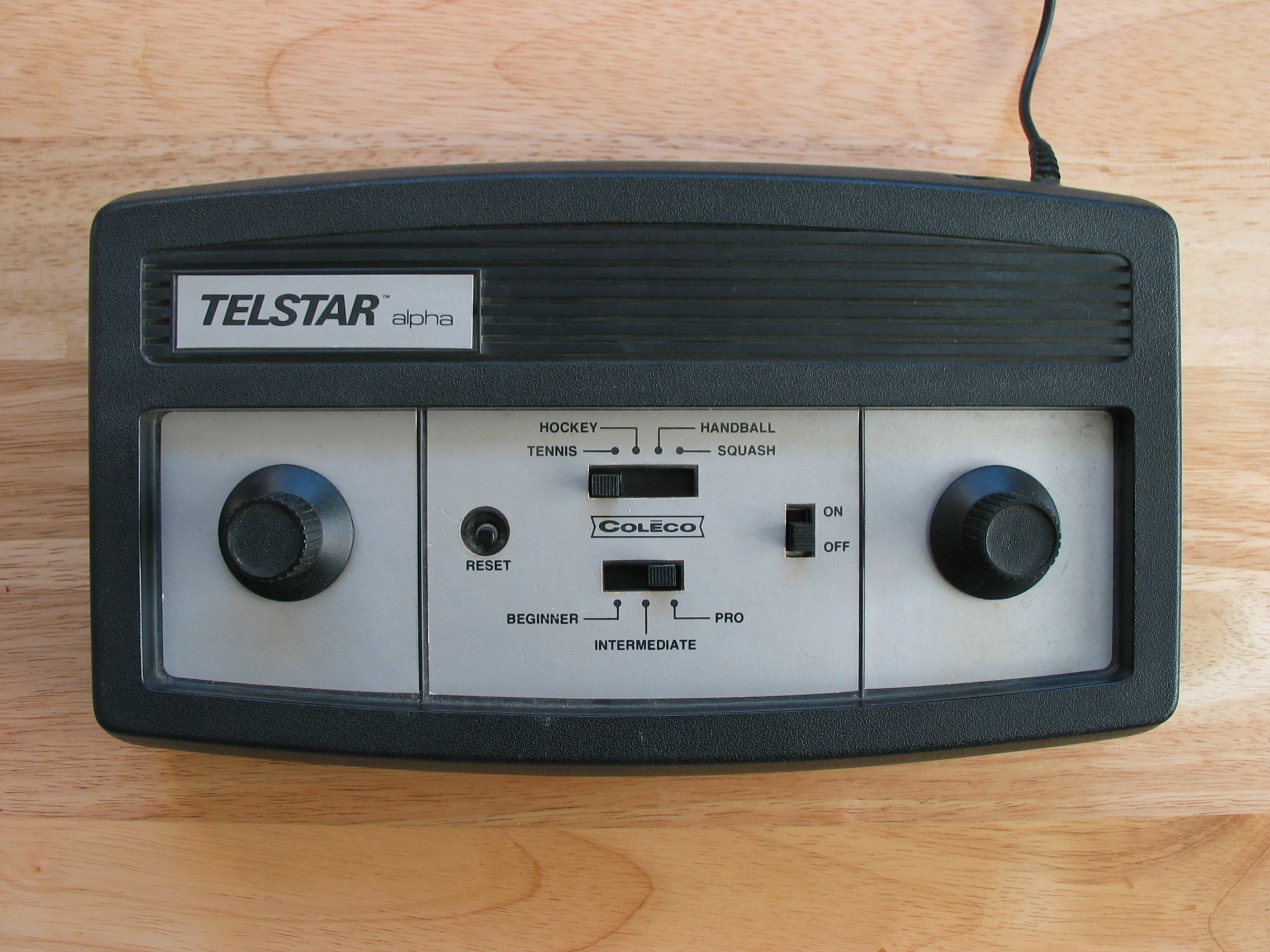
Coleco Telstar (1976-1979)
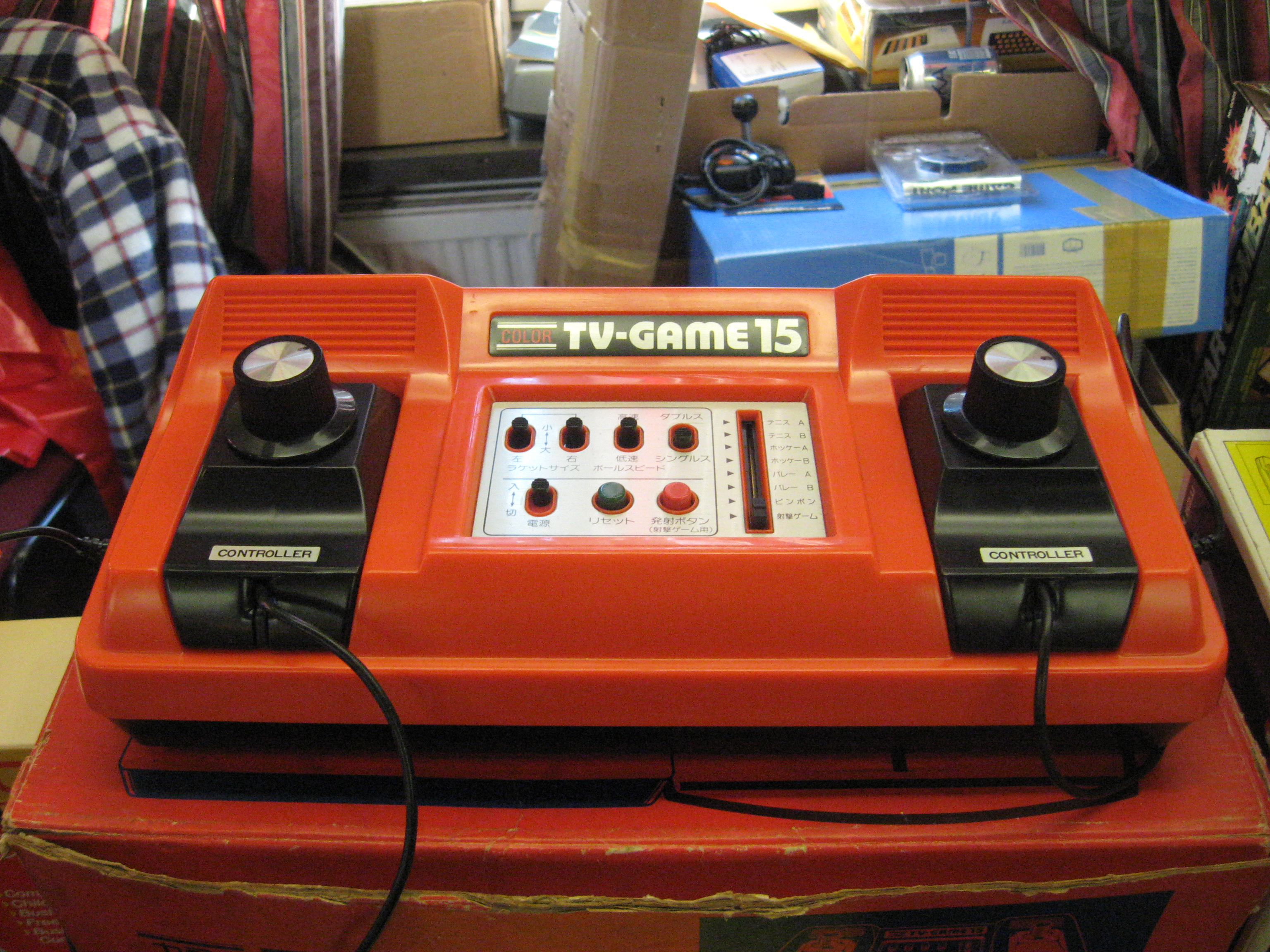
Color TV Game (1977-1980)